# 绵竹山
31°27′39″N 104°09′30″E / 31.460736°N 104.158459°E

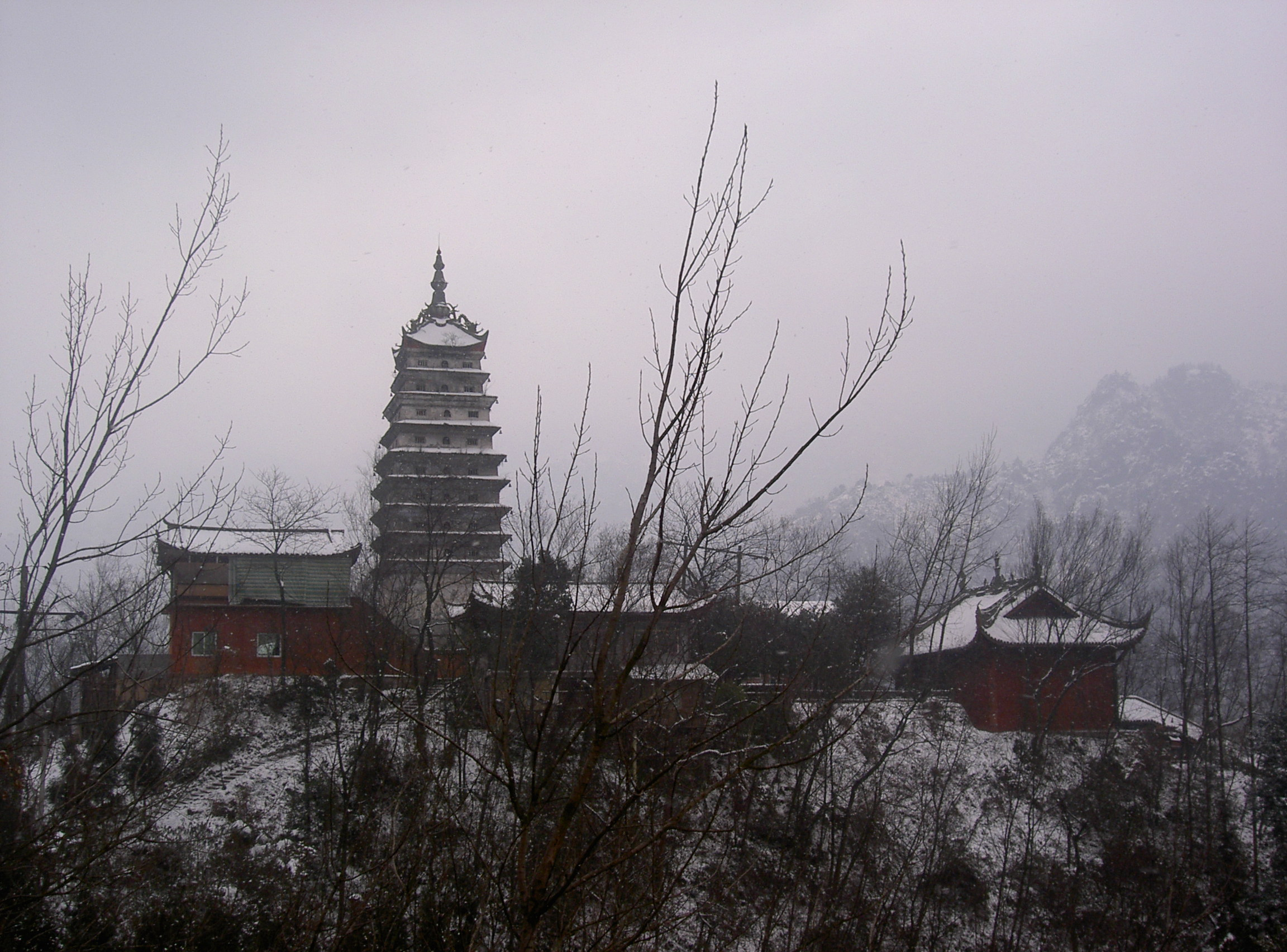
绵竹山白塔

绵竹山，又名竹山、紫岩山，位于中华人民共和国四川省绵竹市的一座山，先开辟为紫岩山公园。

## 沿革
有紫气东来之意，传说是神仙居住修行的地方。在道教著作中，该山为琼华夫人所管理，为道家七十二福地之六十四。琼华夫人度化韩终成仙，不死药即琼华夫人母亲的仙药。。